# Afromochtherus astiptus
Afromochtherus astiptus là một loài ruồi trong họ Asilidae. Afromochtherus astiptus được Londt miêu tả năm 2002. Loài này phân bố ở vùng nhiệt đới châu Phi.